# Whalers Bay
Die Whalers Bay (englisch für Walfängerbucht, in gleicher Bedeutung französisch Anse des Baleiniers und spanisch Caleta Balleneros) ist eine Bucht von Deception Island im Archipel der Südlichen Shetlandinseln. Sie liegt zwischen dem Fildes Point und dem Penfold Point auf der Ostseite des Port Foster.
Der französische Polarforscher Jean-Baptiste Charcot benannte sie bei der Fünften Französischen Antarktisexpedition (1908–1910). Zu dieser Zeit war die Bucht ein beliebter Ankerplatz für Walfangschiffe.